# モントリオール植物園
モントリオール植物園（フランス語表記：Jardin botanique de Montréal）はカナダ・モントリオールの植物園である。

## 概要
1931年に植物学者のコンラッド・ケルアック（後にキリスト教学校修士会の牧師となり、マリー＝ヴィクトラン神父と称した）の主導で設立された。設計はドイツ出身のアメリカの園芸家、庭園デザイナーのヘンリー・トイシャー（Henry Teuscher）。
面積は75ha。いくつかの温室、異なる植生に分けられた30テーマの庭園と大きな森林園がある。モントリオール・オリンピック・スタジアムの西に位置している。
中国庭園は伝統的な中国様式の庭園としては中国国外では最大のものである。1988年には日本庭園が作られ、茶会や生け花や居合い道などの行事が開催されている。カナダの植物を集めた、ファースト・ネーションガーデンや高山植物を集めたアルパイン・ガーデン、有毒植物を集めた庭園などもある。

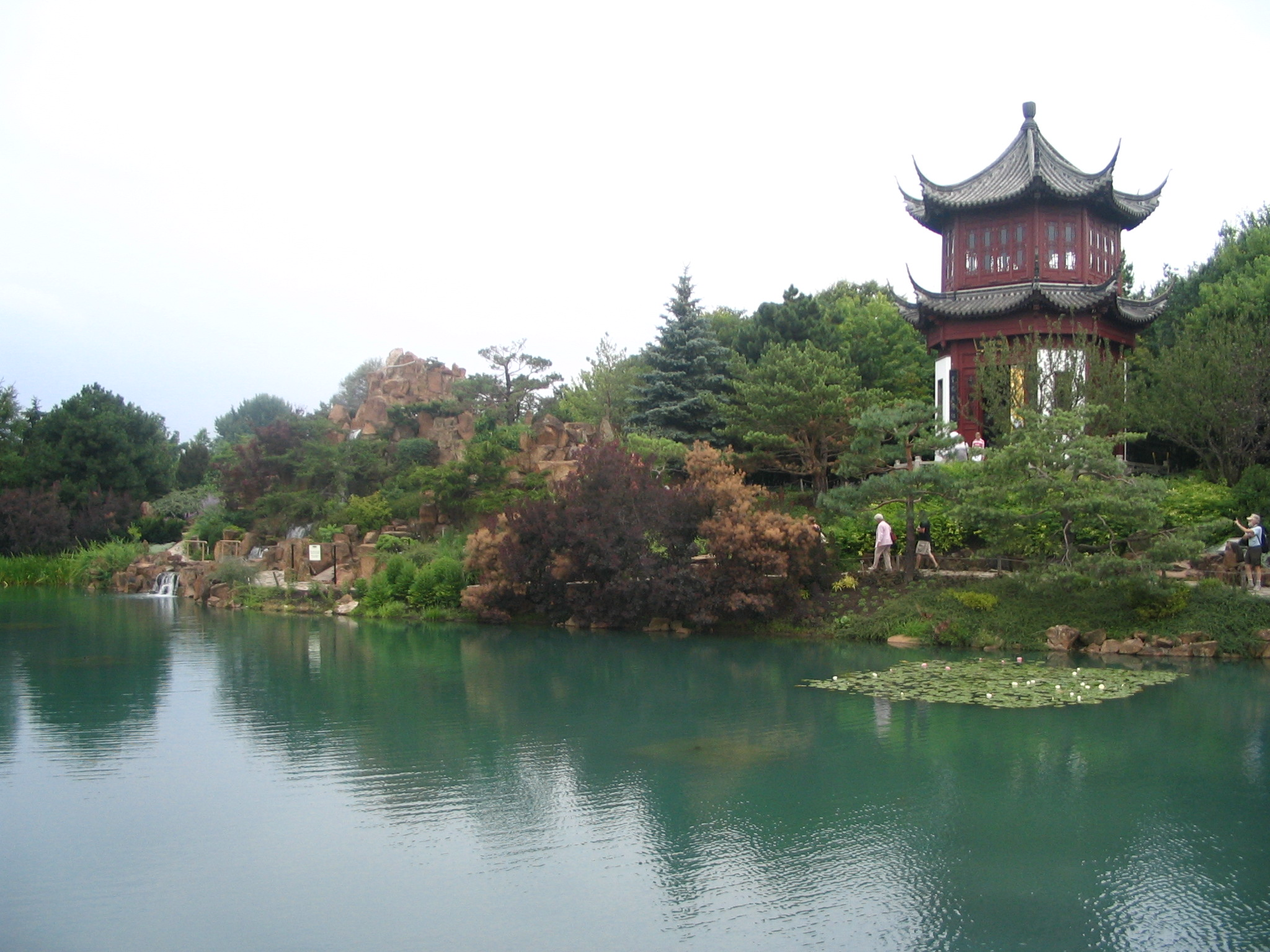
中国庭園

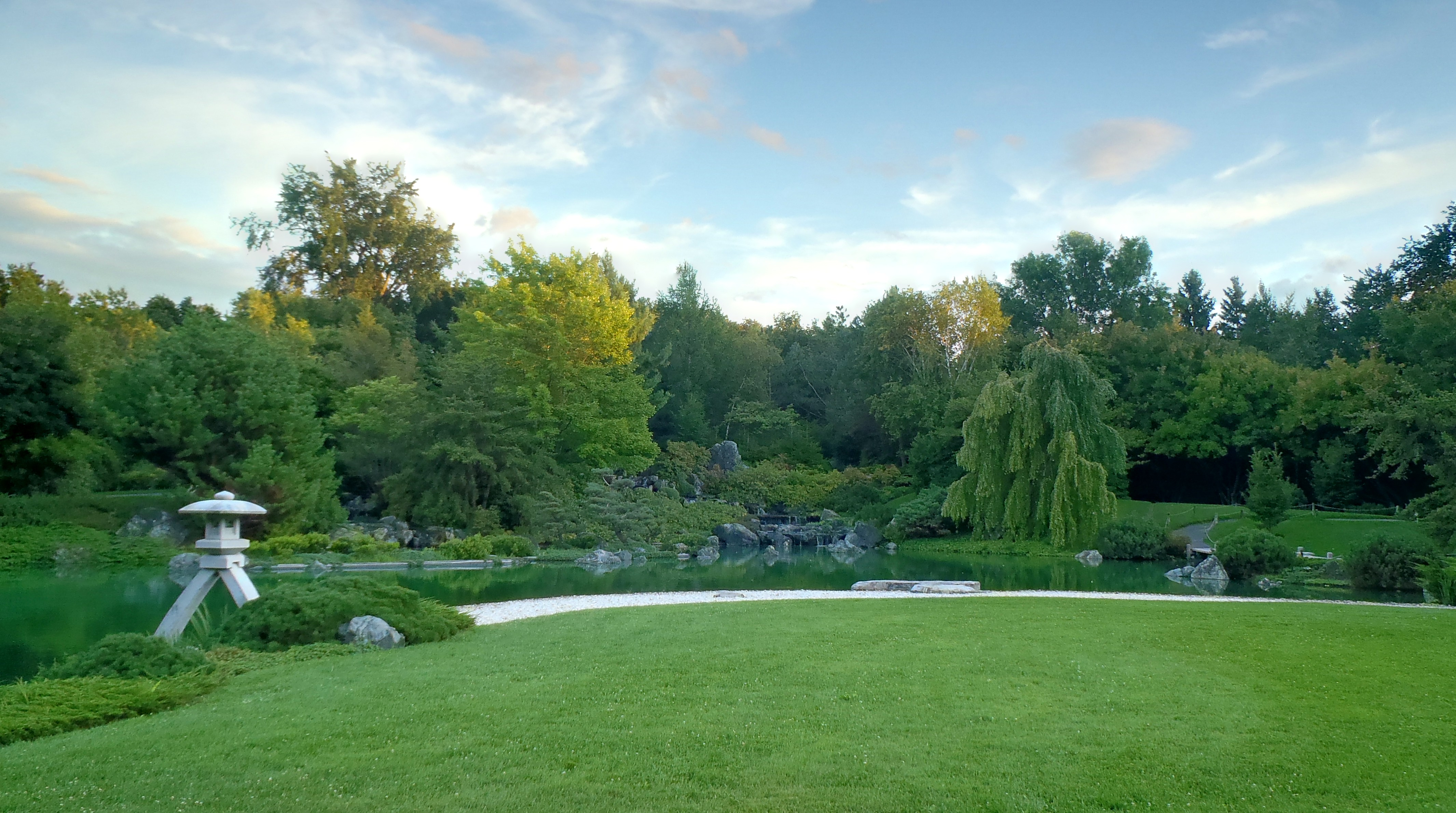
日本庭園